# Rupert Thomson
Rupert Thomson (* 5. listopadu 1955 Eastbourne) je anglický romanopisec. Svůj první román Dreams of Leaving vydal v roce 1987 a následovala řada dalších. Jeho čtvrtý román, The Insult z roku 1996, oceňoval například zpěvák David Bowie. Úryvek z románu byl použit v textu písně „The Insult“ vydané na albu Positions projektu Trash Palace producenta Dimitriho Tikovoie (hlasem do písně přispěl velšský hudebník John Cale). Jeho šestá kniha The Book of Revelation byla vydána také v českém překladu, jehož autorem byl Ladislav Nagy, pod názvem Kniha zjevení (nakladatelství Mladá fronta, 2000). V roce 2010 vydal memoáry This Party's Got to Stop.

## Dílo
- Dreams of Leaving (1987)
- The Five Gates of Hell (1991)
- Air and Fire (1993)
- The Insult (1996)
- Soft! (1998)
- The Book of Revelation (1999)
- Divided Kingdom (2005)
- Death of a Murderer (2007)
- Secrecy (2013)
- Katherine Carlyle (2015)